# Salvador Bonavía y Flores
Salvador Bonavía y Flores (Barcelona, 1876-Barcelona, 1925) fue un escritor, librero y editor español.

## Biografía
Nació en 1876 en Barcelona. Librero, editor y escritor, publicó títulos como Cançons populars de Catalunya. Una de sus obras para el teatro fue la comedia L'Emperador del Paralelo (1903). Descrito como un «gran admirador de Guimerá», falleció en Barcelona el 24 de julio de 1925 y habría sido enterrado presumiblemente en el cementerio nuevo. El negocio de su librería lo continuó su hijo.